# موقز (المقاطرة)

تعديل مصدري - تعديل

موقز هي إحدى قرى عزلة الانبوة بمديرية المقاطرة التابعة لمحافظة لحج، بلغ تعداد سكانها 649 نسمة حسب تعداد اليمن لعام 2004.